# Distretto di Praha-západ

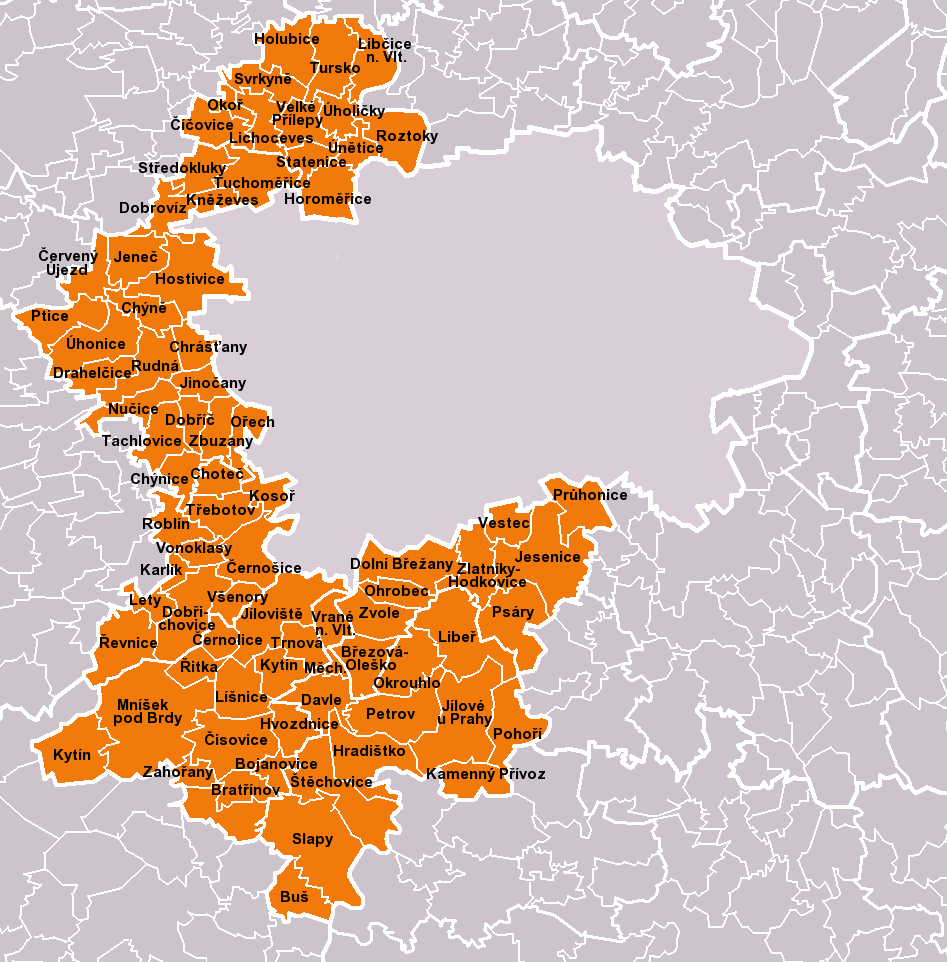
Comuni del distretto

Il distretto di Praha-západ (in ceco okres Praha-západ) è un distretto della Repubblica Ceca nella regione della Boemia Centrale. Il capoluogo di distretto è la città di Praga, che non è inclusa nel distretto, ma costituente una città a parte (hlavní město Praha)

## Geografia antropica
Il distretto conta 79 comuni:

### Città
- Černošice
- Dobřichovice
- Hostivice
- Jílové u Prahy
- Libčice nad Vltavou
- Mníšek pod Brdy
- Roztoky
- Rudná
- Řevnice

### Comuni mercato
- Davle
- Štěchovice

### Comuni
- Bojanovice
- Bratřínov
- Březová-Oleško
- Buš
- Choteč
- Chrášťany
- Chýně
- Chýnice
- Černolice
- Červený Újezd
- Číčovice
- Čisovice
- Dobrovíz
- Dobříč
- Dolní Břežany
- Drahelčice
- Holubice
- Horoměřice
- Hradištko
- Hvozdnice
- Jeneč
- Jesenice
- Jíloviště
- Jinočany
- Kamenný Přívoz
- Karlík
- Klínec
- Kněževes
- Kosoř
- Kytín
- Lety
- Libeř
- Lichoceves
- Líšnice
- Měchenice
- Nučice
- Ohrobec
- Okoř
- Okrouhlo
- Ořech
- Petrov
- Pohoří
- Průhonice
- Psáry
- Ptice
- Roblín
- Řitka
- Slapy
- Statenice
- Středokluky
- Svrkyně
- Tachlovice
- Trnová
- Třebotov
- Tuchoměřice
- Tursko
- Úholičky
- Úhonice
- Únětice
- Velké Přílepy
- Vestec
- Vonoklasy
- Vrané nad Vltavou
- Všenory
- Zahořany
- Zbuzany
- Zlatníky-Hodkovice
- Zvole